# Fleurie
Fleurie és un municipi francès situat al departament del Roine i a la regió d'Alvèrnia-Roine-Alps. L'any 2007 tenia 1.234 habitants.

## Demografia

### Població
El 2007 la població de fet de Fleurie era de 1.234 persones. Hi havia 530 famílies de les quals 180 eren unipersonals (76 homes vivint sols i 104 dones vivint soles), 155 parelles sense fills, 147 parelles amb fills i 48 famílies monoparentals amb fills.
La població ha evolucionat segons el següent gràfic:
Habitants censats

### Habitatges
El 2007 hi havia 665 habitatges, 537 eren l'habitatge principal de la família, 54 eren segones residències i 74 estaven desocupats. 547 eren cases i 117 eren apartaments. Dels 537 habitatges principals, 324 estaven ocupats pels seus propietaris, 166 estaven llogats i ocupats pels llogaters i 47 estaven cedits a títol gratuït; 4 tenien una cambra, 34 en tenien dues, 97 en tenien tres, 120 en tenien quatre i 282 en tenien cinc o més. 388 habitatges disposaven pel capbaix d'una plaça de pàrquing. A 272 habitatges hi havia un automòbil i a 212 n'hi havia dos o més.

### Piràmide de població
La piràmide de població per edats i sexe el 2009 era:
| Homes | Edats   | Dones |
| ----- | ------- | ----- |
| 0     | 95 o +  | 4     |
| 0     | 90 a 94 | 4     |
| 0     | 85 a 89 | 16    |
| 0     | 80 a 84 | 0     |
| 32    | 75 a 79 | 36    |
| 24    | 70 a 74 | 44    |
| 24    | 65 a 69 | 16    |
| 48    | 60 a 64 | 36    |
| 16    | 55 a 59 | 32    |
| 44    | 50 a 54 | 44    |
| 40    | 45 a 49 | 28    |
| 36    | 40 a 44 | 20    |
| 48    | 35 a 39 | 64    |
| 52    | 30 a 34 | 48    |
| 36    | 25 a 29 | 48    |
| 28    | 20 a 24 | 20    |
| 32    | 15 a 19 | 20    |
| 44    | 10 a 14 | 48    |
| 56    | 5 a 9   | 36    |
| 28    | 0 a 4   | 56    |

## Economia
El 2007 la població en edat de treballar era de 763 persones, 585 eren actives i 178 eren inactives. De les 585 persones actives 555 estaven ocupades (311 homes i 244 dones) i 30 estaven aturades (9 homes i 21 dones). De les 178 persones inactives 78 estaven jubilades, 63 estaven estudiant i 37 estaven classificades com a «altres inactius».

### Ingressos
El 2009 a Fleurie hi havia 554 unitats fiscals que integraven 1.284,5 persones, la mediana anual d'ingressos fiscals per persona era de 17.420 €.

### Activitats econòmiques
Dels 92 establiments que hi havia el 2007, 1 era d'una empresa extractiva, 5 d'empreses alimentàries, 1 d'una empresa de fabricació d'altres productes industrials, 11 d'empreses de construcció, 25 d'empreses de comerç i reparació d'automòbils, 3 d'empreses de transport, 8 d'empreses d'hostatgeria i restauració, 1 d'una empresa d'informació i comunicació, 4 d'empreses financeres, 6 d'empreses immobiliàries, 13 d'empreses de serveis, 8 d'entitats de l'administració pública i 6 d'empreses classificades com a «altres activitats de serveis».
Dels 28 establiments de servei als particulars que hi havia el 2009, 1 era una gendarmeria, 1 oficina de correu, 3 oficines bancàries, 3 tallers de reparació d'automòbils i de material agrícola, 2 paletes, 4 guixaires pintors, 2 fusteries, 2 lampisteries, 2 perruqueries, 2 veterinaris, 5 restaurants i 1 agència immobiliària.
Dels 3 establiments comercials que hi havia el 2009, 1 era una botiga de més de 120 m², 1 una carnisseria i 1 una floristeria.
L'any 2000 a Fleurie hi havia 147 explotacions agrícoles que ocupaven un total de 904 hectàrees.

## Equipaments sanitaris i escolars
L'únic equipament sanitari que hi havia el 2009 era una farmàcia.
El 2009 hi havia 2 escoles elementals.

## Poblacions més properes
El següent diagrama mostra les poblacions més properes.